# Серхіо Пітоль
Се́рхіо Піто́ль Демене́гі (18 березня 1933 — 12 квітня 2018) — мексиканський письменник, перекладач і дипломат. У 2005 році він отримав премію Сервантеса, найпрестижнішу літературну нагороду в іспаномовному світі.

## Біографія
Народився в Пуеблі, Мексика. Дитинство провів в Інхеніо-де-Потреро, провінційному містечку в штаті Веракрус. Мати померла, коли Серхіо було чотири роки. Невдовзі Пітоль заразився малярією, яка залишила його прикутим до ліжка приблизно до 12 років . Його виховувала бабуся. Будучи підлітком, Пітол переїхав до Кордови, Веракрус.
У 1950 році Пітоль переїхав до Мехіко, щоб вивчати право та літературу в Університеті Автонома Мексики (UNAM). У 1960 році він став співробітником дипломатичної служби Мексики і кілька років працював аташе з питань культури в Римі, Белграді, Варшаві, Парижі, Пекіні, Москві, Празі, Будапешті та Барселоні. У 1980-х роках він був послом у Чехословаччині.
З 1993 року жив у Халапі, столиці штату Веракрус, де викладав в Університеті Веракруса. Свої останні роки провів у поганому фізичному стані: він боровся, зокрема, з прогресуючою афазією, яка заважала йому писати чи говорити. Помер у Халапі 12 квітня 2018 року у віці 85 років

## Письменницька кар'єра
Публікації Пітоля як перекладача включають літературні твори таких авторів, як Єжи Анджеєвський, Джейн Остін, Джорджіо Бассані, Казімеж Брандіс, Антон Чехов, Джозеф Конрад, Вітольд Ґомбрович, Генрі Джеймс та Володимир Набоков. Він також працював професором в UNAM, в Університеті Веракруза в Халапі та в Брістольському університеті в Англії.

## Нагороди
У 2005 році Пітоль отримав премію Сервантеса. Інші великі нагороди включають Premio Juan Rulfo (1999), Premio Herralde de Novela (1984) за El desfile del amor та Premio Xavier Villaurrutia (1981) за його оповідання Nocturno de bujara з однойменної збірки.

## Вибрані твори

### Романи
- El tañido de una flauta (Era, Mexico City, 1972)
- Juegos florales (Siglo XXI, 1982)
- El desfile del amor (Anagrama, Barcelona 1984; The Love Parade, trans. George Henson; Deep Vellum Publishing, 2021)
- Domar a la divina garza (Anagrama, Barcelona, 1988)
- La vida conjugal (Era, Mexico City; Anagrama, Barcelona, 1991)

### Есе-спогади
- El arte de la fuga (Era, Mexico City, 1996 (The Art of Flight, trans. George Henson; Deep Vellum Publishing, 2015)
- El viaje (Era, Mexico City, 2000 (The Journey, trans. George Henson; Deep Vellum Publishing, 2015)
- El mago de Viena (Pre-Textos, Valencia, 2005 (The Magician of Vienna, trans. George Henson; Deep Vellum Publishing, 2017)

### Збірки оповідань
- Tiempo cercado (Editorial Estaciones, Mexico City, 1959)
- Infierno de todos (Universidad Veracruzana, Xalapa, 1964)
- Los climas (Joaquín Mortiz, Mexico City, 1966)
- No hay tal lugar (Era, Mexico City, 1967)
- Del encuentro nupcial (Tusquets, Barcelona, 1970)
- Infierno de todos 2da. edición revisada y aumentada (Seix Barral, Barcelona, 1971)
- Los climas 2da. edición revisada y aumentada (Seix Barral, Barcelona, 1972)
- Nocturno de Bujara (Siglo XXI, Mexico City, 1981)
- Cementerio de tordos (Ediciones Océano, 1982)
- Vals de Mefisto (Anagrama, Barcelona, 1984; Mephisto's Waltz, Trans. George Henson; Deep Vellum Publishing, 2019)
- Cuerpo presente (Era, México, 1990)
- El relato veneciano de Billie Upward (Monte Ávila Editores, Caracas, 1992)
- Todos los cuentos (Alfaguara, Mexico City, 1998)
- El oscuro hermano gemelo y otros relatos (Norma, Bogotá, 2004)
- Obras reunidas III Cuentos y relatos (México, Fondo de Cultura Económica, 2004)
- Los mejores cuentos [presentación de Enrique Vila-Matas] (Anagrama, Barcelona, 2005)
- Ícaro (Oaxaca, Almadía, 2007)
- Cuentos [edición de José Luis Nogales] (Madrid, Ediciones Cátedra, 2021)